# Cortinarius balaustinus
Cortinarius balaustinus (Elias Magnus Fries, 1838) din încrengătura Basidiomycota, în familia Cortinariaceae și de genul Cortinarius, este o ciupercă  comestibilă regional destul de frecventă, fiind un simbiont micoriza (formează micorize pe rădăcinile arborilor). O denumire populară nu este cunoscută. În România, Basarabia și Bucovina de Nord trăiește în grupuri, uneori chiar în smocuri, de la câmpie la munte, în păduri de foioase și mixte, cu predilecție sub fagi, dar, mai rar, și sub aluni de pădure, carpeni și stejari. Timpul apariției este din (august) septembrie până în noiembrie.

## Taxonomie

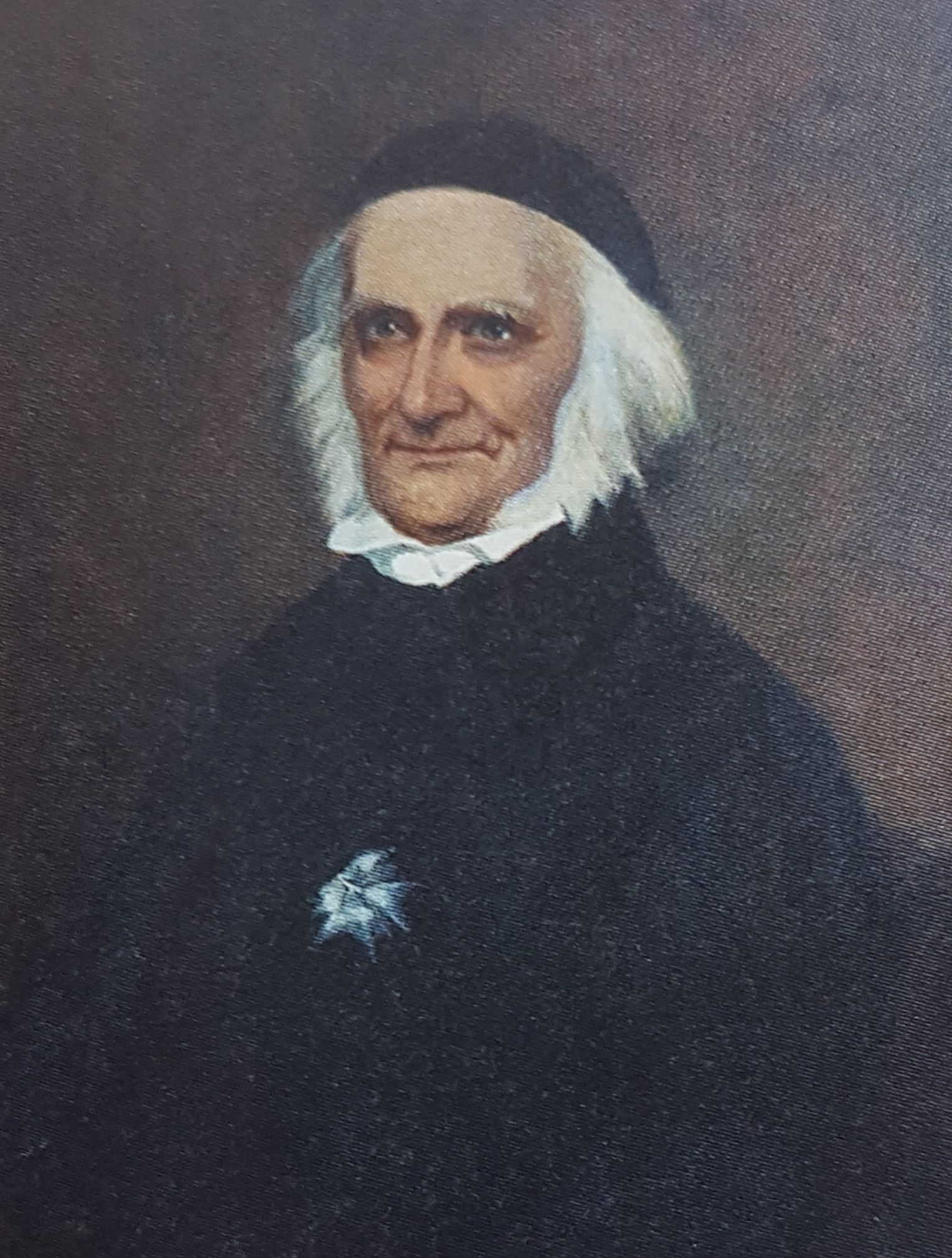
Elias M. Fries

Numele binomial Cortinarius balaustinus a fost determinat de renumitul micolog suedez Elias Magnus Fries, de verificat în cartea sa Epicrisis systematis mycologici, seu synopsis hymenomycetum din 1838, fiind, de asemenea, numele curent valabil (2022). 
Cortinarius sporadicus, descris de micologul bavarez  Max Britzelmayr în volumul 28 al jurnalului științific Berichte des Naturhistorischen Vereins Augsburg din 1885, este văzut de mai mulți micologi, între alții Bruno Cetto, Rose Marie Dähncke și Meinhard Michael Moser, drept sinonim al speciei aici descrise.
Taxoni acceptați mai sunt: Gomphos balaustinus a micologului german Otto Kuntze din 1891 și Hydrocybe balaustina al botanistului norvegian Axel Gudbrand Blytt (1843-1898), publicat postum în 1905, ambii taxoni bazând pe descrierea lui Fries. Alte denumiri pentru această specie nu sunt cunoscute.
Epitetul specific este derivat din cuvântul latin (latină balaustinus=de culoarea semințelor de rodie), datorită aspectului cuticulei.

## Descriere

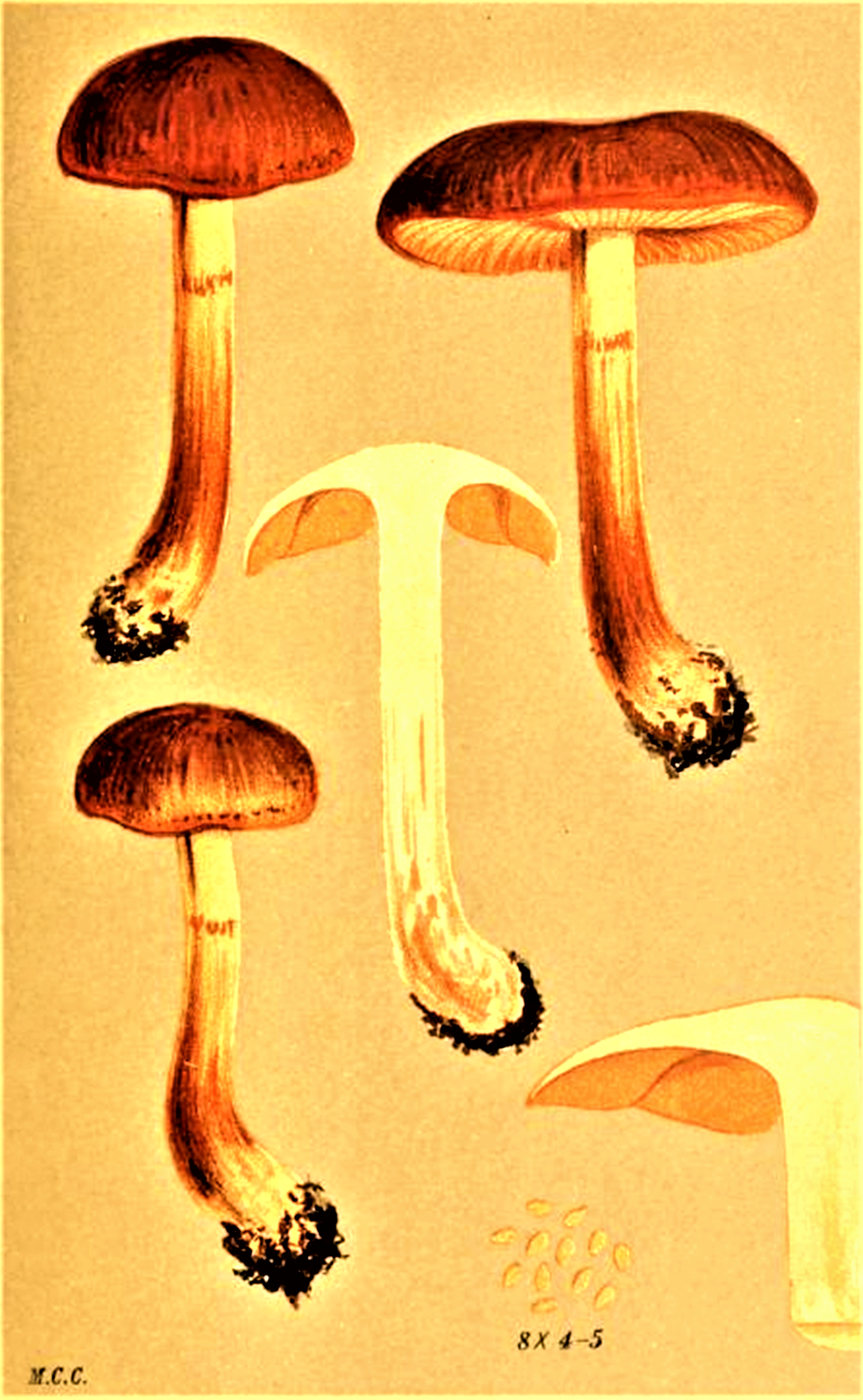
Cooke: Cortinarius balaustinus

- Pălăria: fermă, destul de cărnoasă și slab higrofană cu un diametru de 5-7 (9) cm este la început globuloasă apoi ușor convexă cu o cocoașă foarte largă și neaccentuată, marginea fiind răsucită spre interior pentru mult timp. Cuticula netedă și glabră este mereu ceva umedă și strălucitoare, în tinerețe încarnată albicios mătăsos-fibrinos, prezentând striații radiale la ariditate. Coloritul poate fi brun-gălbui, brun-portocaliu până la brun-roșiatic, în centru nu rar ceva mai gălbui și înconjurat de un disc mai roșiatic.
- Lamelele: sunt nu prea groase și moderat strânse, intercalate cu lameluțe de lungime diferită, nu rar ondulate spre margine și atașate bombat la picior fiind învăluite la început de o cortină albă, formată din fibre foarte fine ca păienjeniș, resturi ale vălului parțial. Coloritul inițial galben-maroniu, schimbă repede spre maro-ocru roșcat strălucitor. Muchiile fertile sunt mai palide, aproape albicioase și fin crestate.
- Piciorul: cu o lungime de 5-11 cm și o grosime de până la 1,4 cm este robust, rigid, cilindric, adesea fuziform sau ascuțit la bază, fiind împăiat cu material fibros. Suprafața uscată de colorit alb capătă un aspect pestrițat cu galben-brun odată cu vârsta. Prezintă o zonă sugerată inelară albă și șerpuită.
- Carnea: fermă, albă până la ocru-brună, în vârstă de culoare rubarbă, brun-roșcată deschis până la maro-portocalie, nu se decolorează după tăiere. Mirosul este nesemnicativ, la bătrânețe ceva pământos, iar gustul blând.[3][4]
- Caracteristici microscopice: are spori ocru-gălbui aproape globuloși, slab neuniformi, moderat verucoși nu sau foarte slab dextrinoizi, cu o mărime de 5,5-7 x 4,5-5,5 microni. Pulberea lor este brun-ruginie. Basidiile cu 4 sterigme fiecare sunt clavate. Cheilocistidele (elemente sterile situate pe muchia lamelor) fertile au celule clavate. Pleurocistidele (elemente sterile situate în himenul de pe fețele lamelor) prezintă hife fin încrustate de până la 33 μm lățime cu o tramă ușor până puternic brun-măslinie. Prezintă o cuticulă dublă. Pileocistidele (elemente sterile de pe suprafața pălăriei) sunt formate din hife paralele, cilindrice, cu un pigment ocru-gălbui având o dimensiune de (2,24) 3,45-4,755-6,05 (6,83) microni. Hipodermul este neted, gălbui de (11,28) 12,35 x 21,5-26,5 cu celule sub-globuloase care conțin un pigment maroniu în membrane. Conexiuni cu cleme sunt prezente.[10][11][12]
- Reacții chimice: cuticula și carnea se decolorează cu hidroxid de potasiu de 20% maroniu.[10]

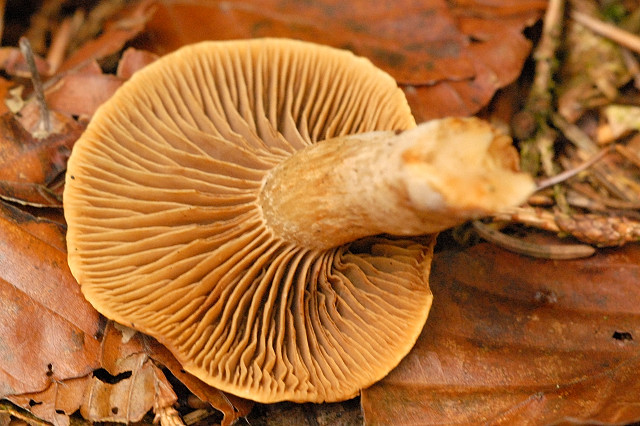
C. balaustinus, lamele și picior
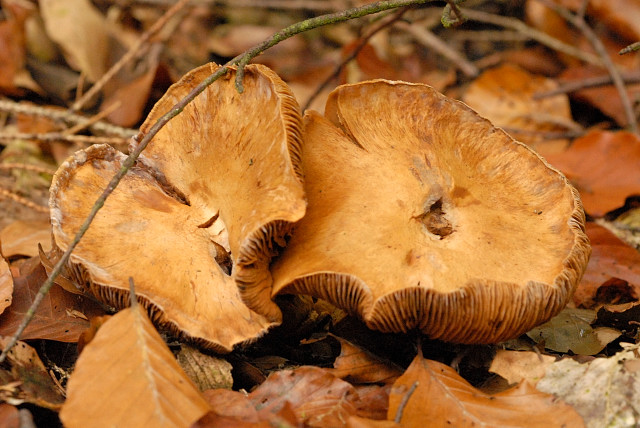
C. balaustinus bătrâni

## Confuzii
Specia poate fi confundată de exemplu cu: Cortinarius allutus (comestibil), Cortinarius armeniacus (necomestibil), Cortinarius armillatus (comestibil), Cortinarius callisteus (otrăvitor), Cortinarius cinnabarinus (otrăvitor), Cortinarius claricolor (comestibil), Cortinarius cotoneus (otrăvitor), Cortinarius damascenus (necomestibil), Cortinarius laniger (necomestibil), Cortinarius limonius (posibil letal), Cortinarius malicorius (otrăvitor), Cortinarius melanotus (necomestibil), Cortinarius multiformis (comestibil), Cortinarius orellanus (mortal), Cortinarius rubellus (mortal), Cortinarius renindes (necomestibil), Cortinarius rubicundulus (necomestibil), Cortinarius semisanguineus (otrăvitor), Cortinarius talus (comestibil), Cortinarius triformis (necomestibil), Cortinarius venetus (necomestibil), sau Cortinarius vernus sin. Cortinarius erythrinus (necomestibil).

## Specii asemănătoare în imagini

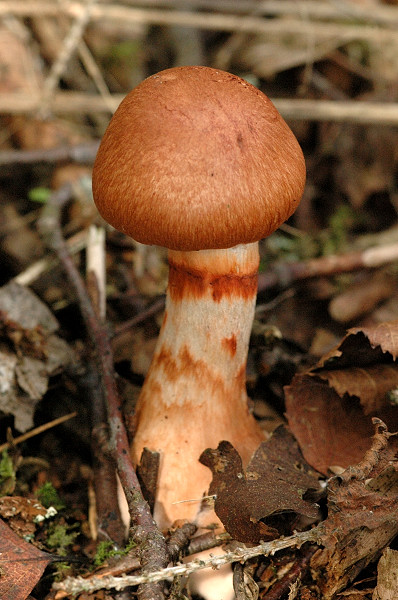
Cortinarius allutus
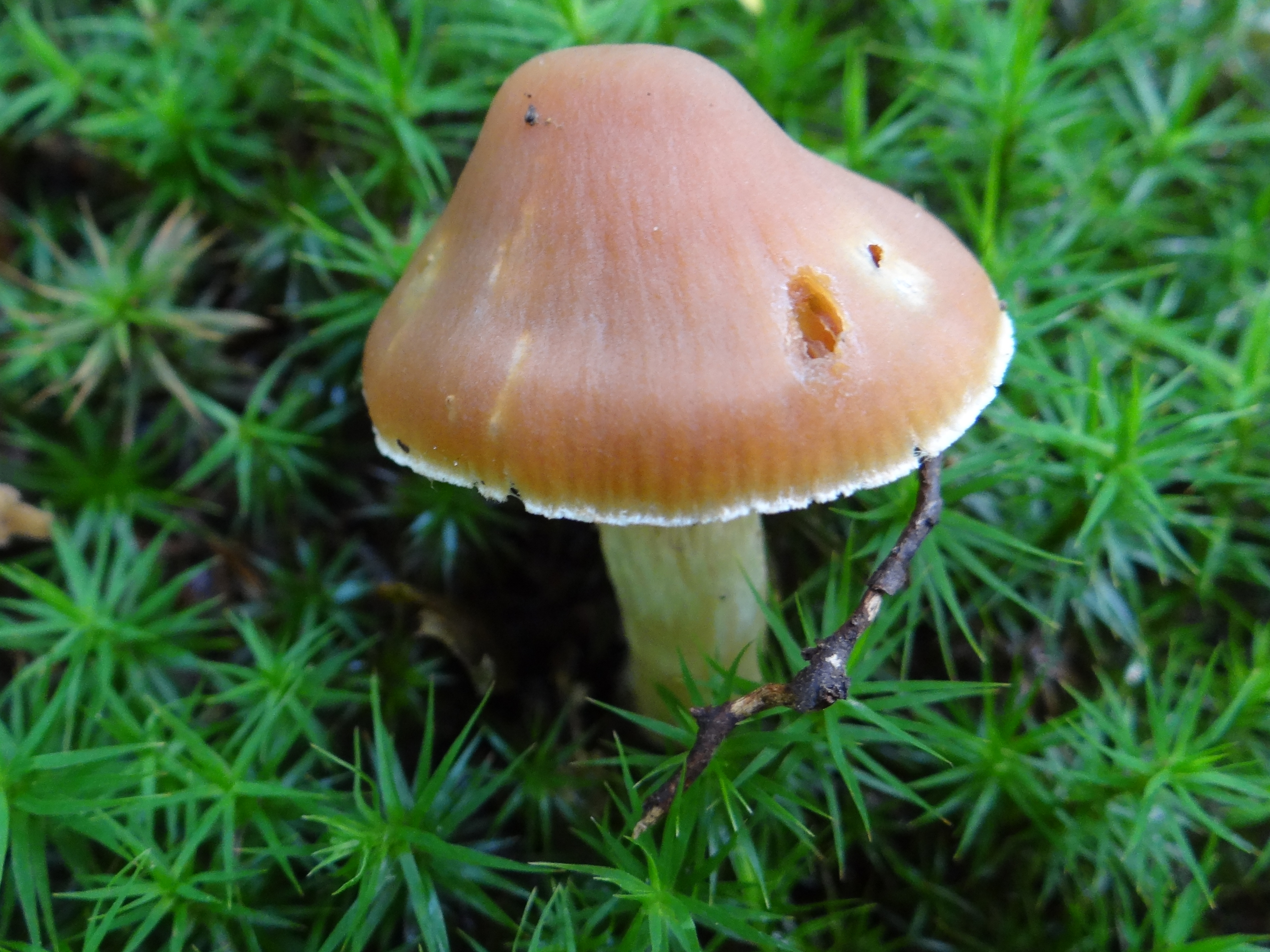
!Cortinarius armeniacus!
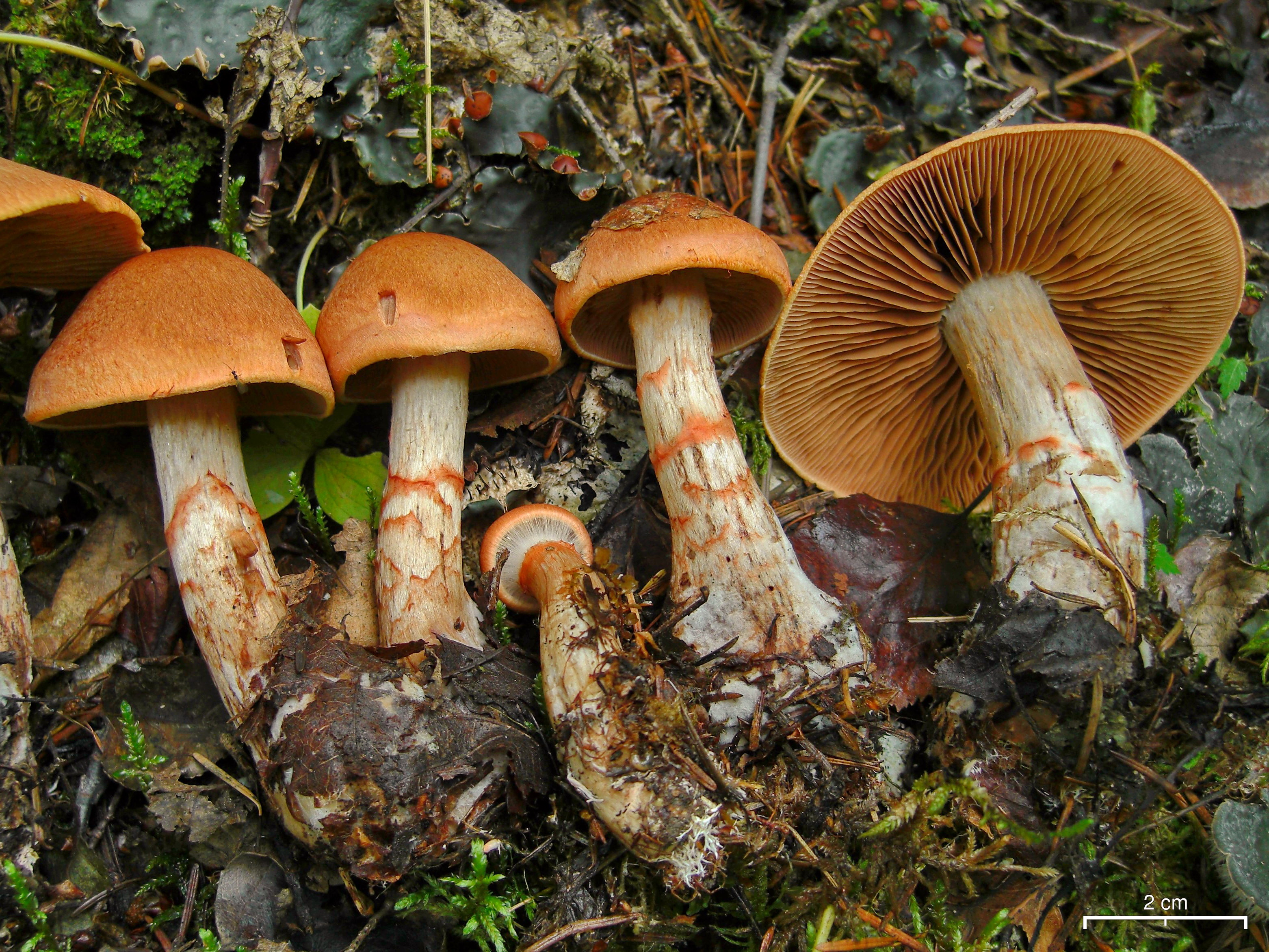
Cortinarius armillatus
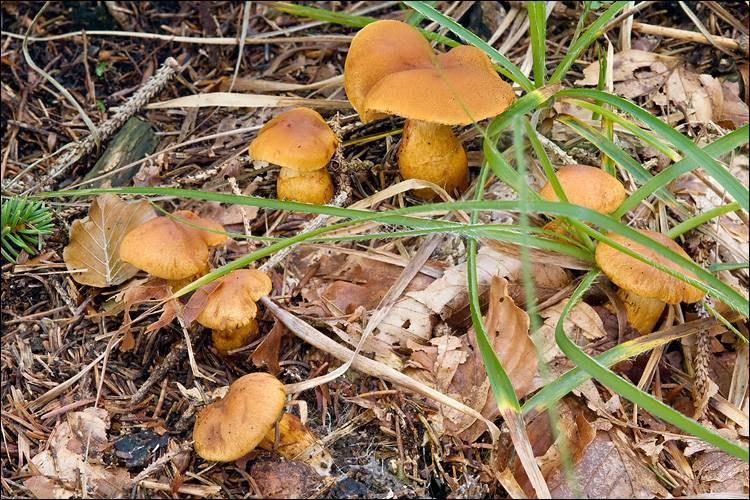
!!Cortinarius callisteus!!
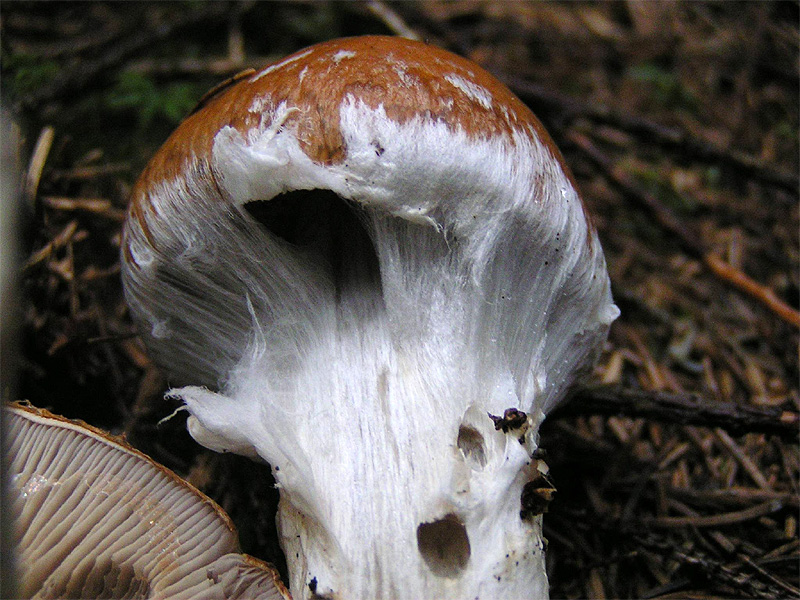
Cortinarius claricolor
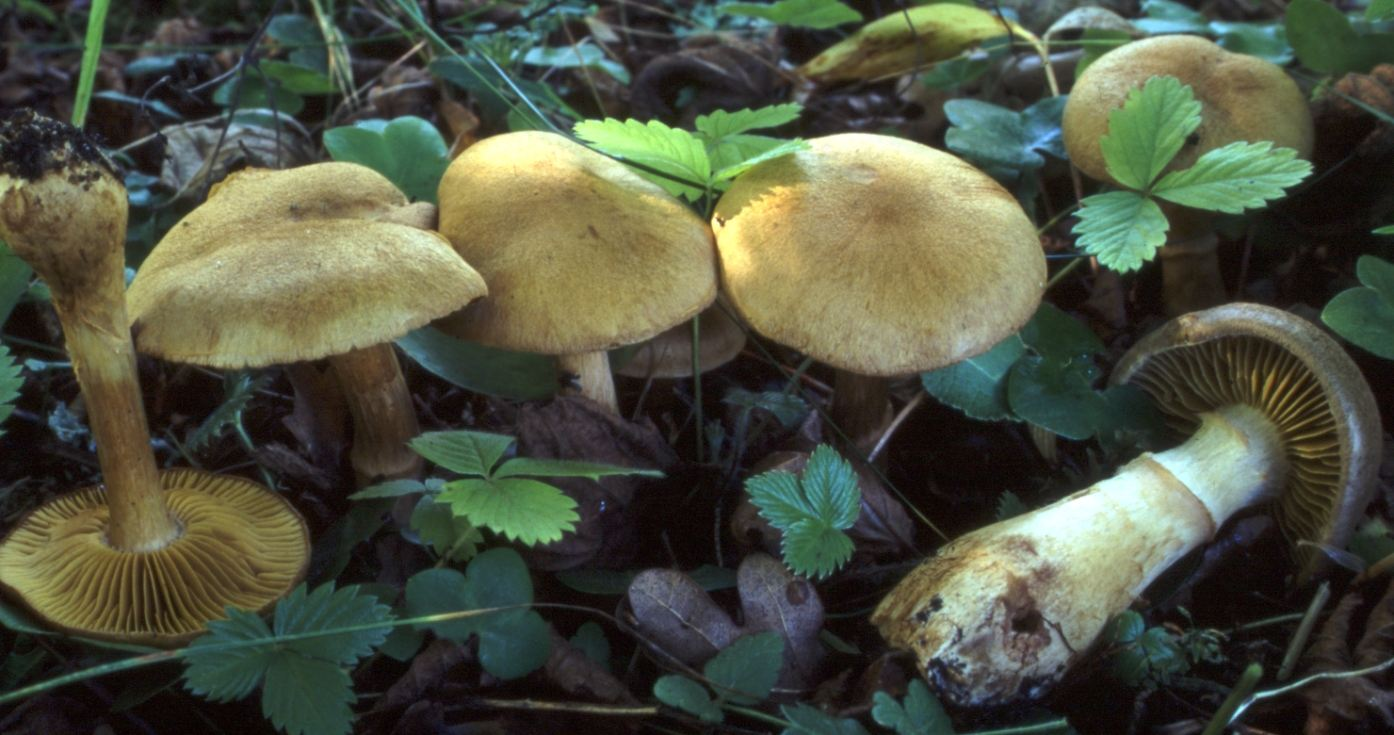
!!Cortinarius cotoneus!!

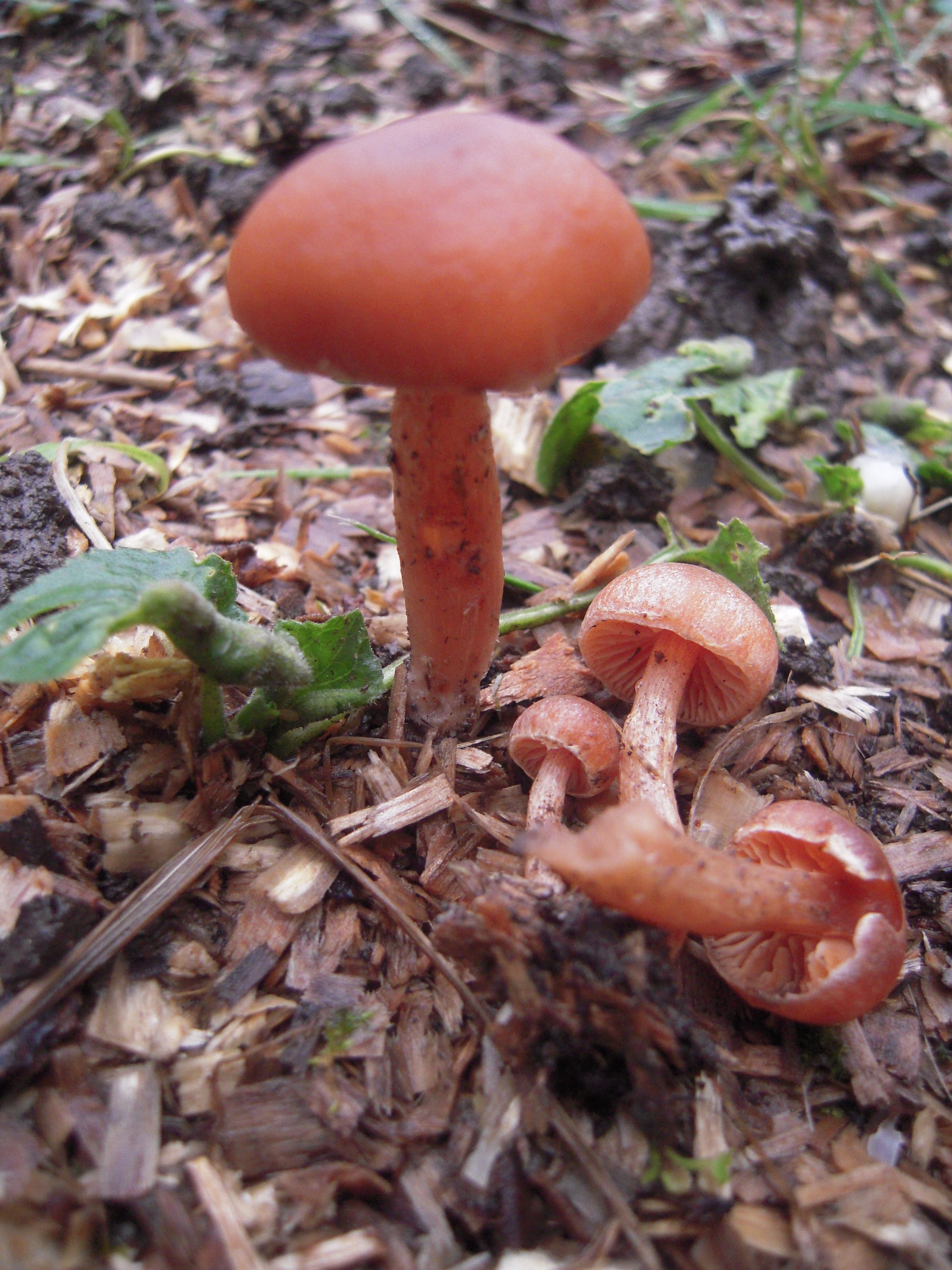
!Cortinarius damascenus!
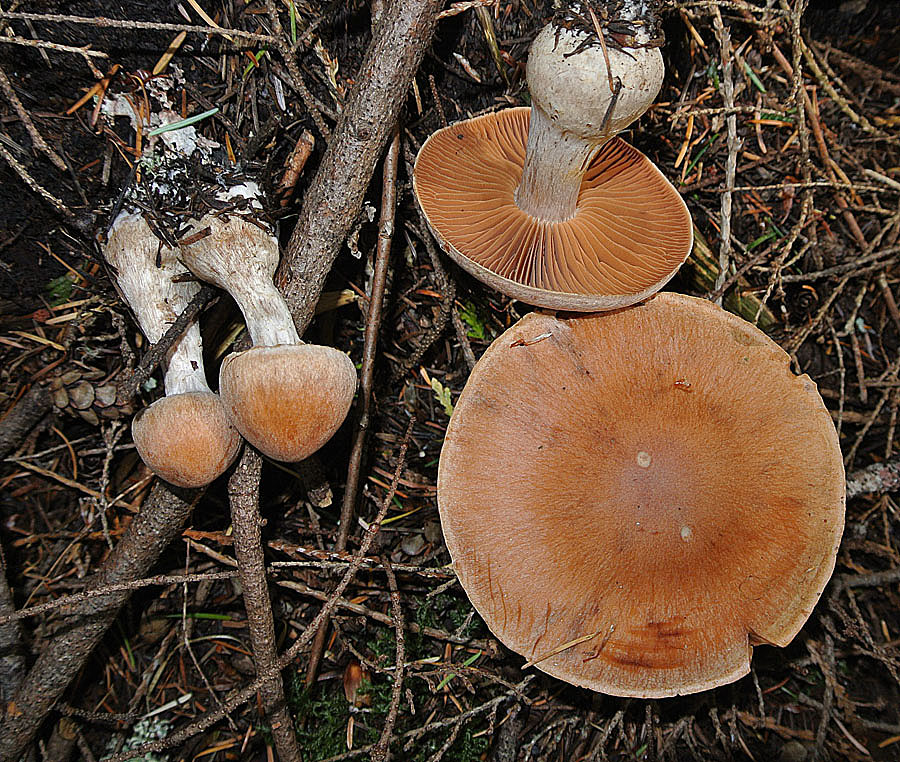
!Cortinarius laniger!
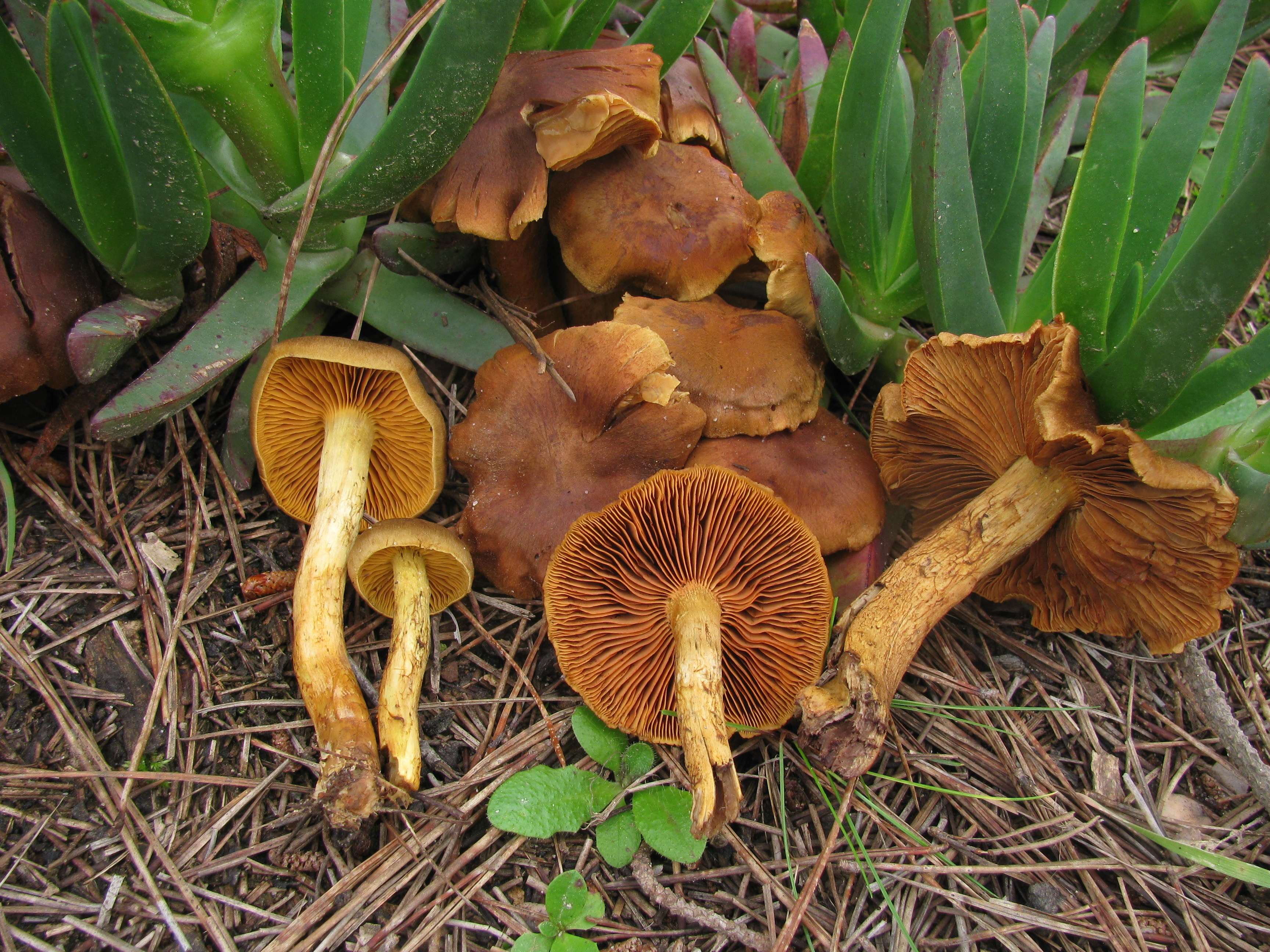
!!Cortinarius malicorius!!
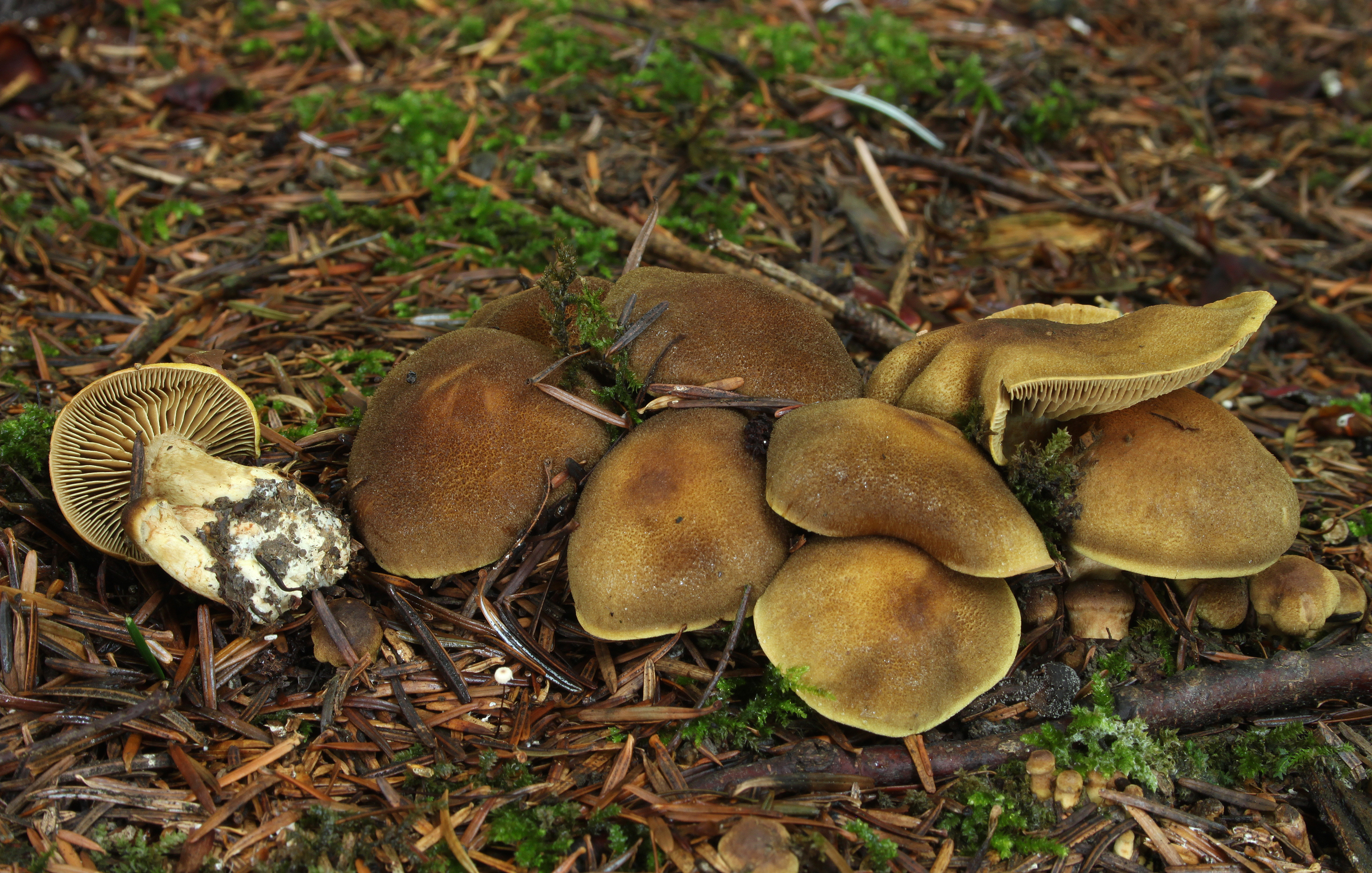
Cortinarius melanotus
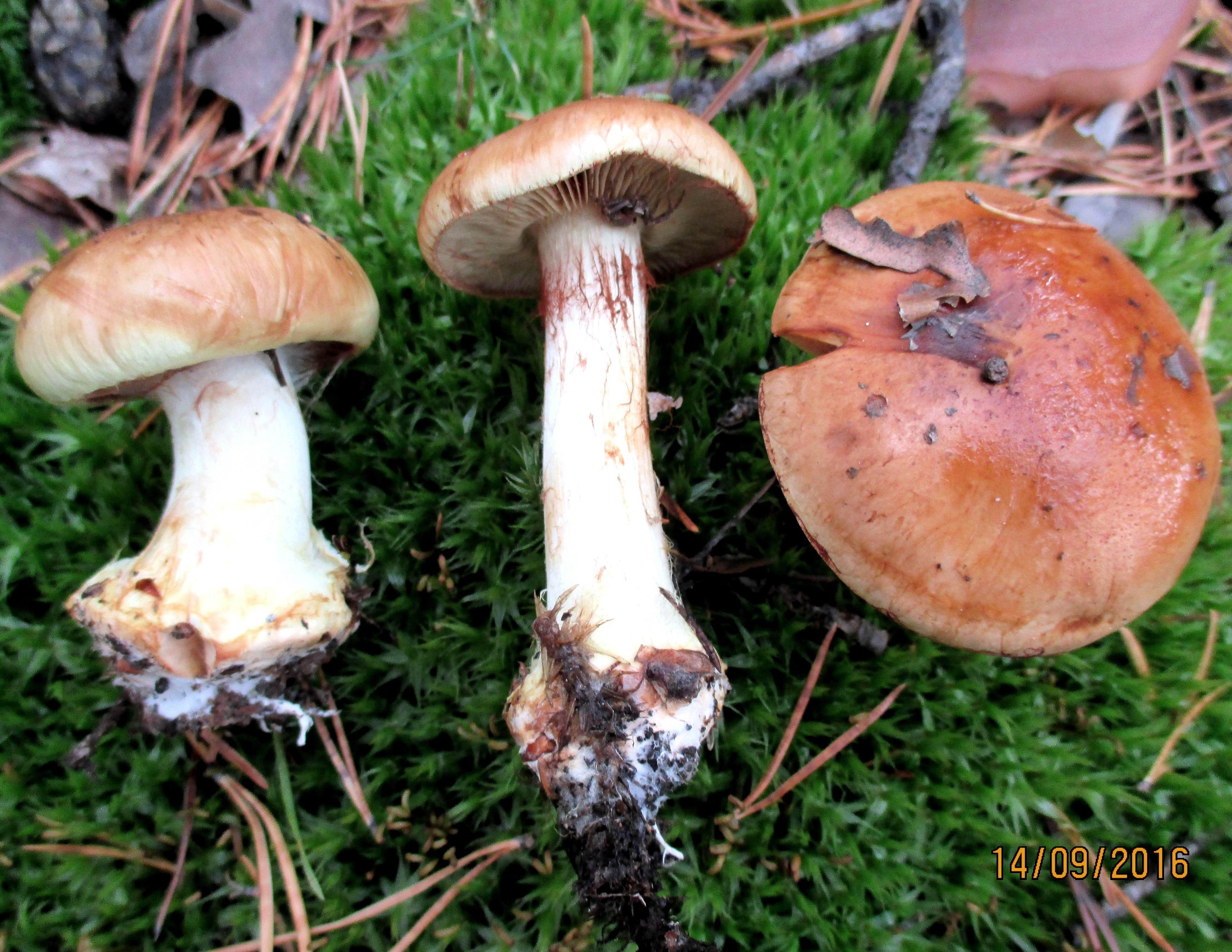
Cortinarius multiformis
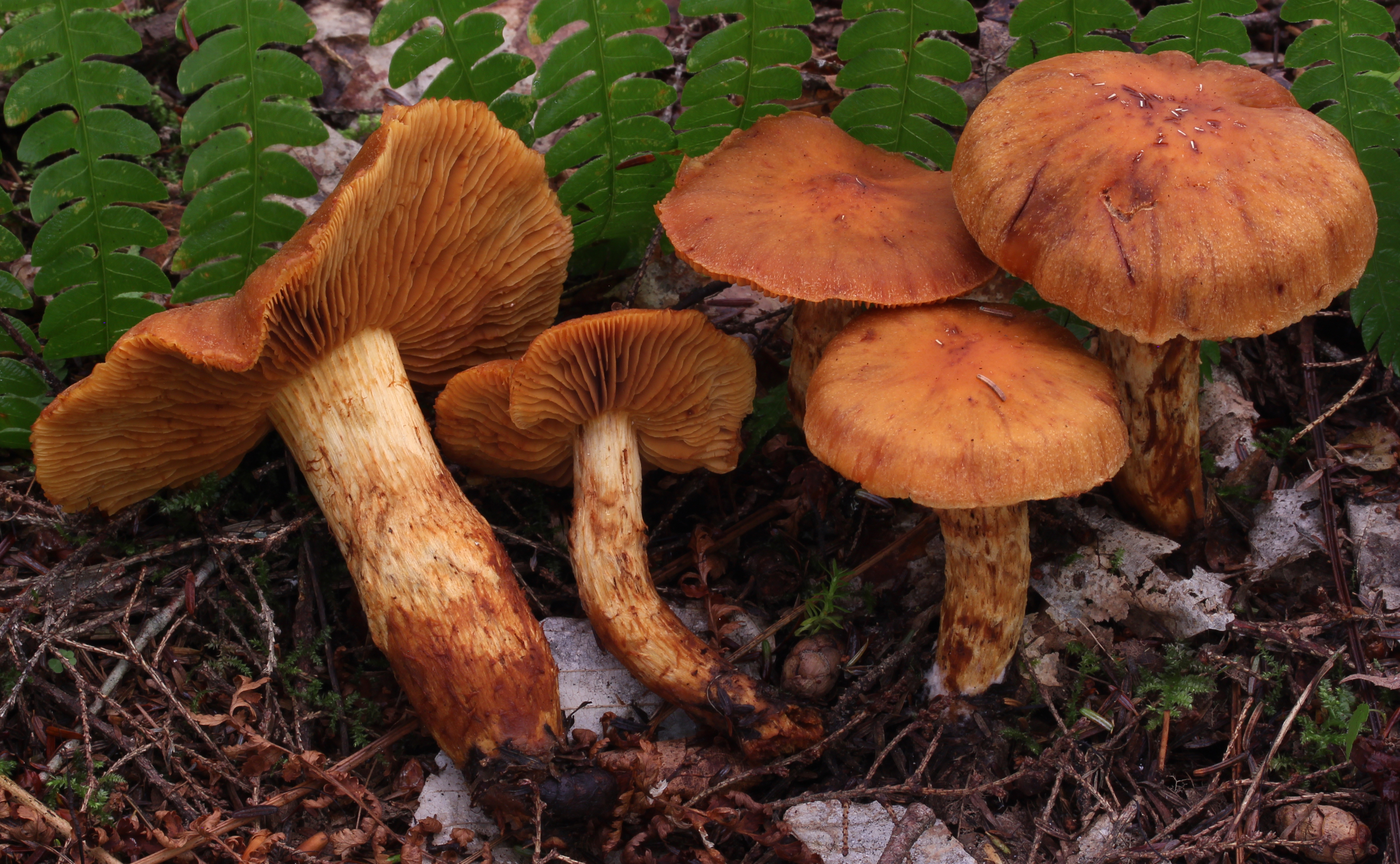
!!!Cortinarius limonius!!!

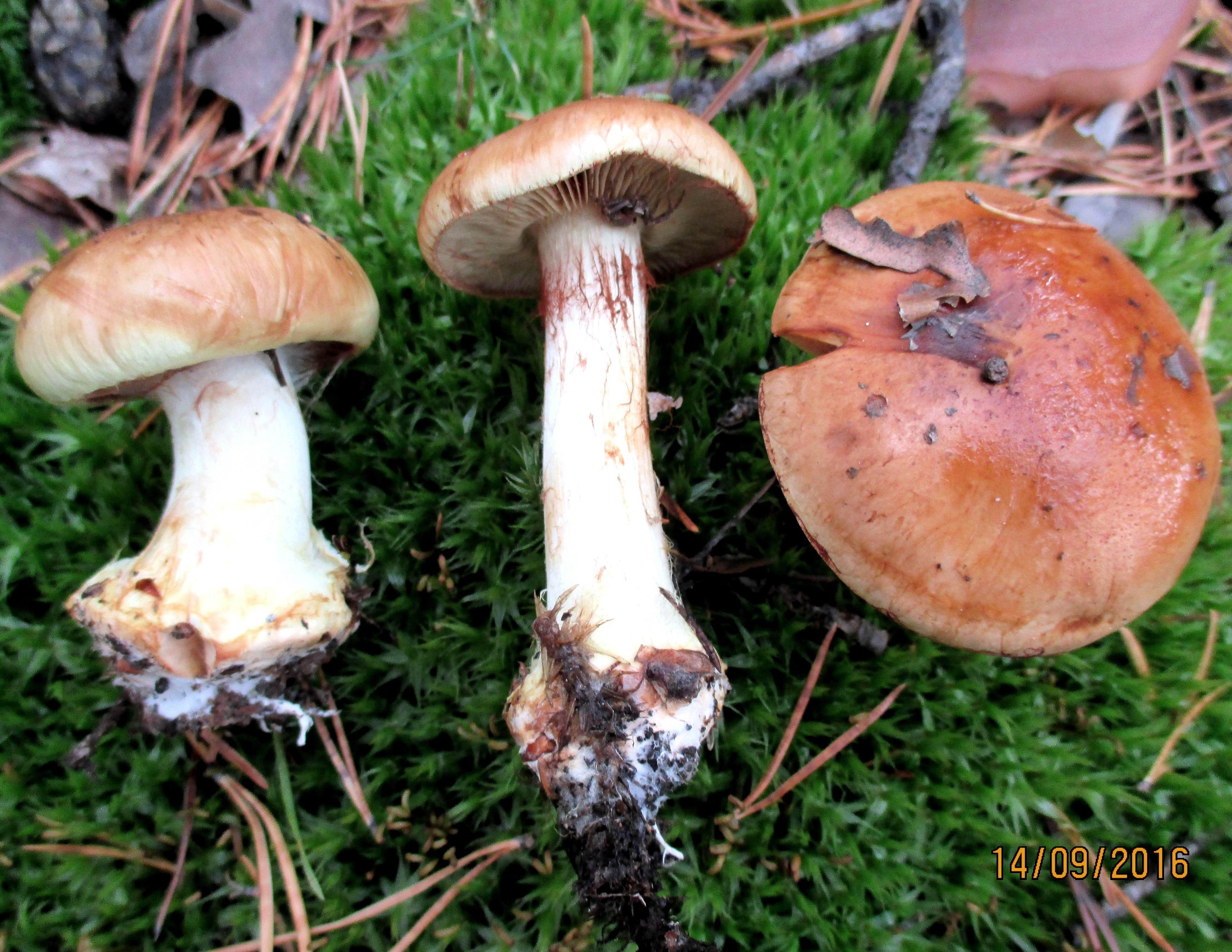
Cortinarius multiformis
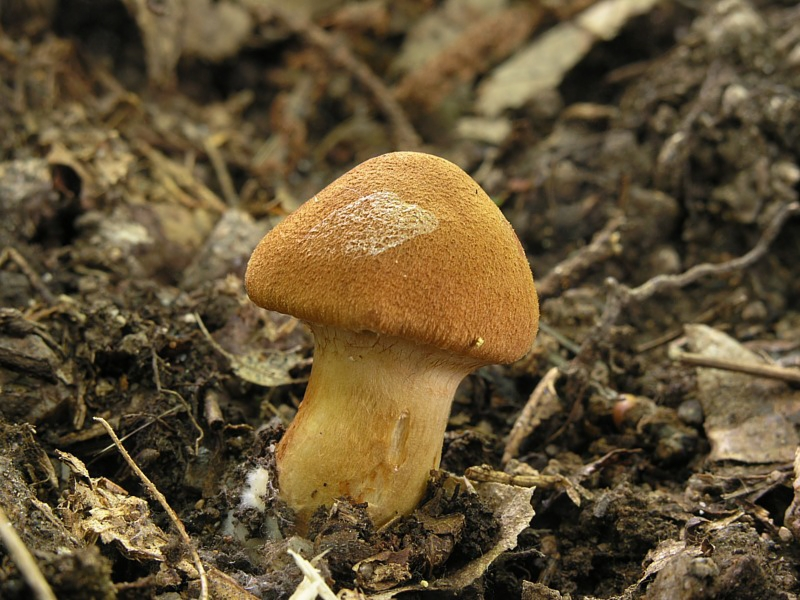
!!!Cortinarius orellanus!!!
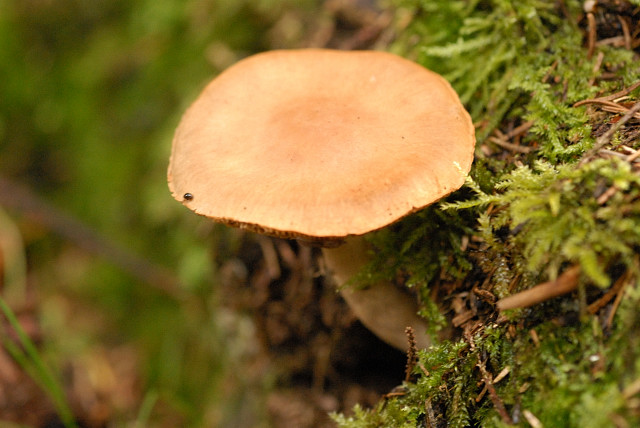
!Cortinarius renidens!
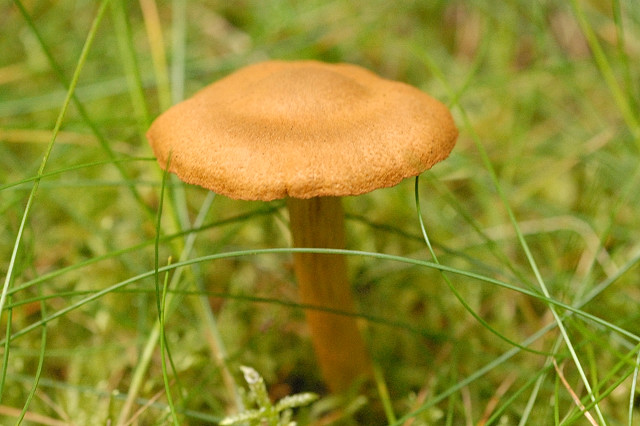
!!!Cortinarius rubellus!!!
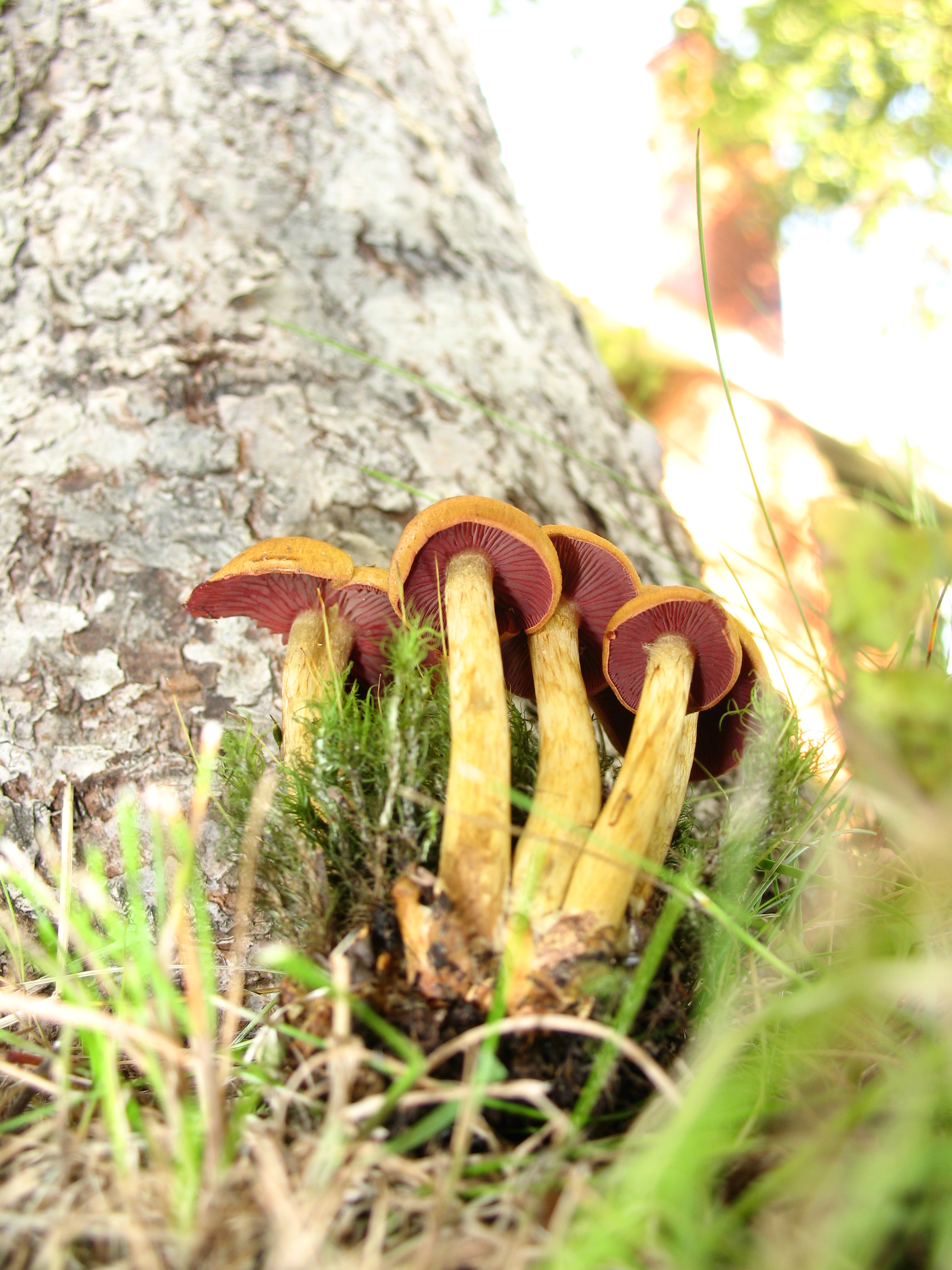
!!Cortinarius semisanguineus!!
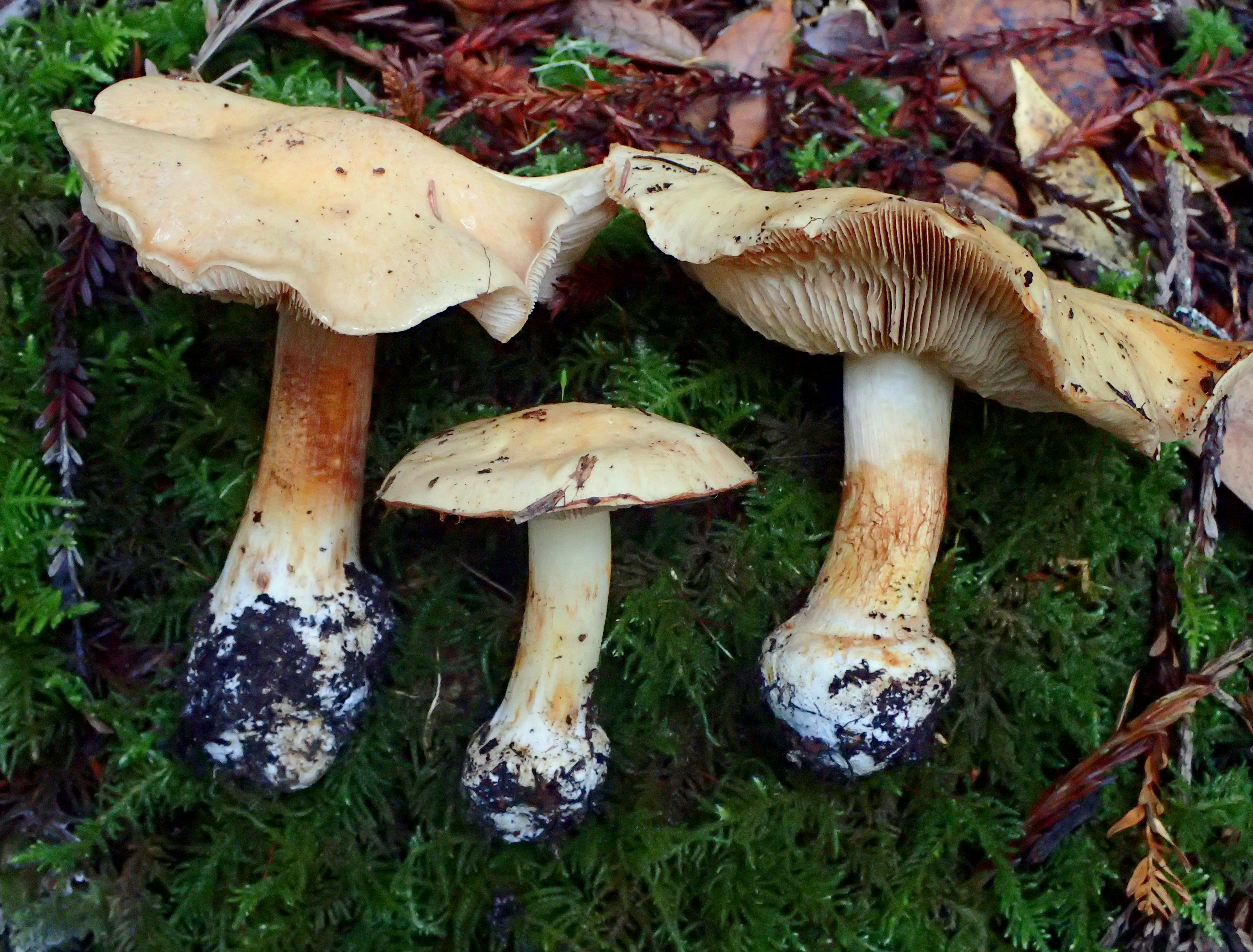
Cortinarius talus

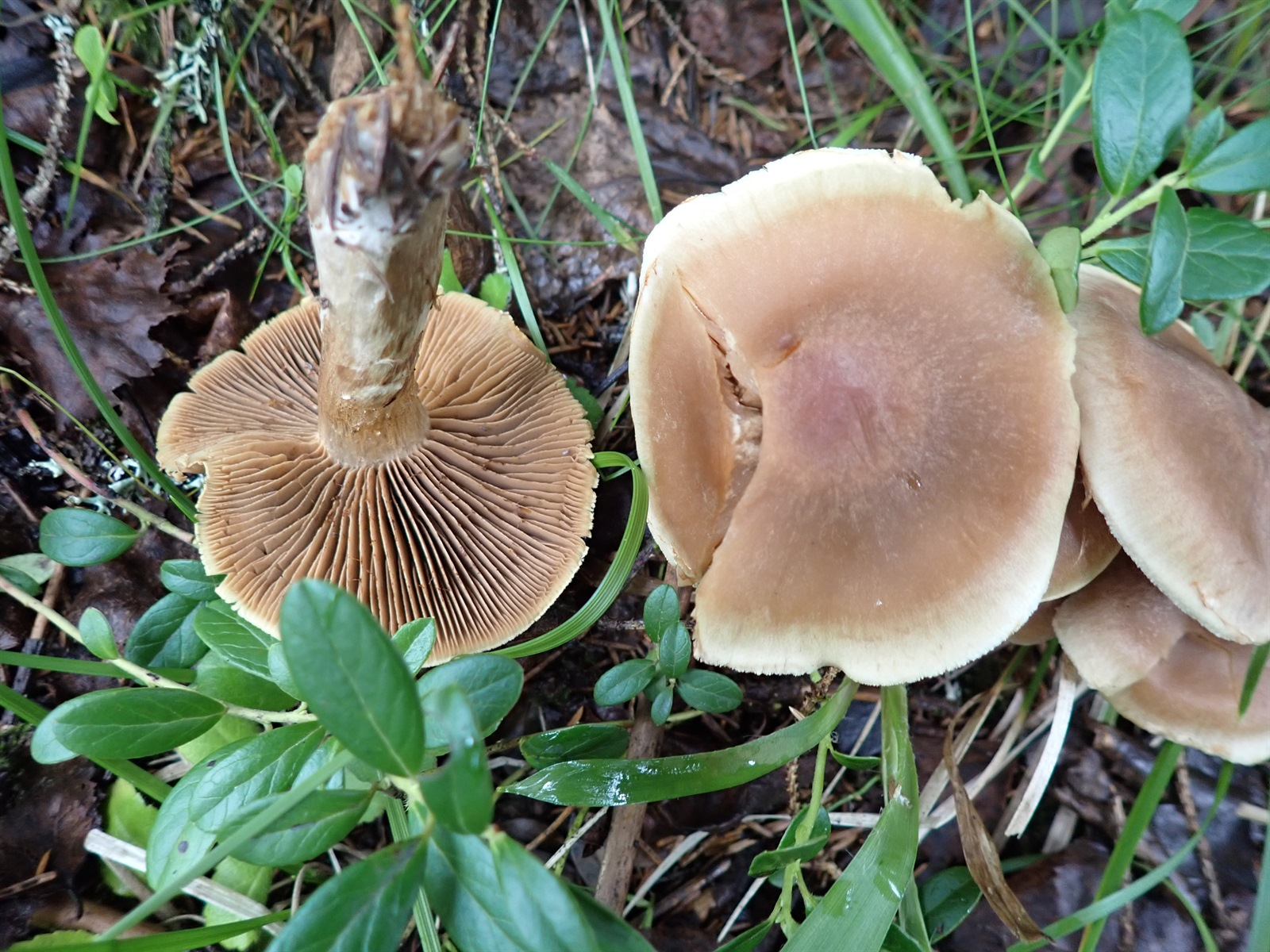
!Cortinarius triformis!
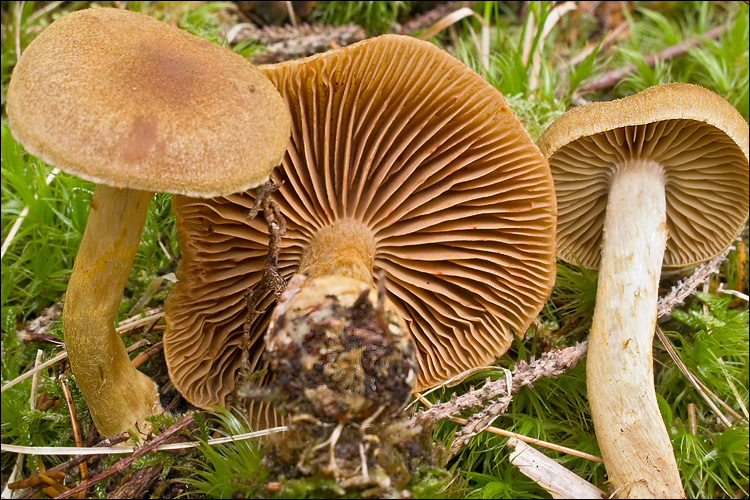
!!Cortinarius venetus var. montanus!!
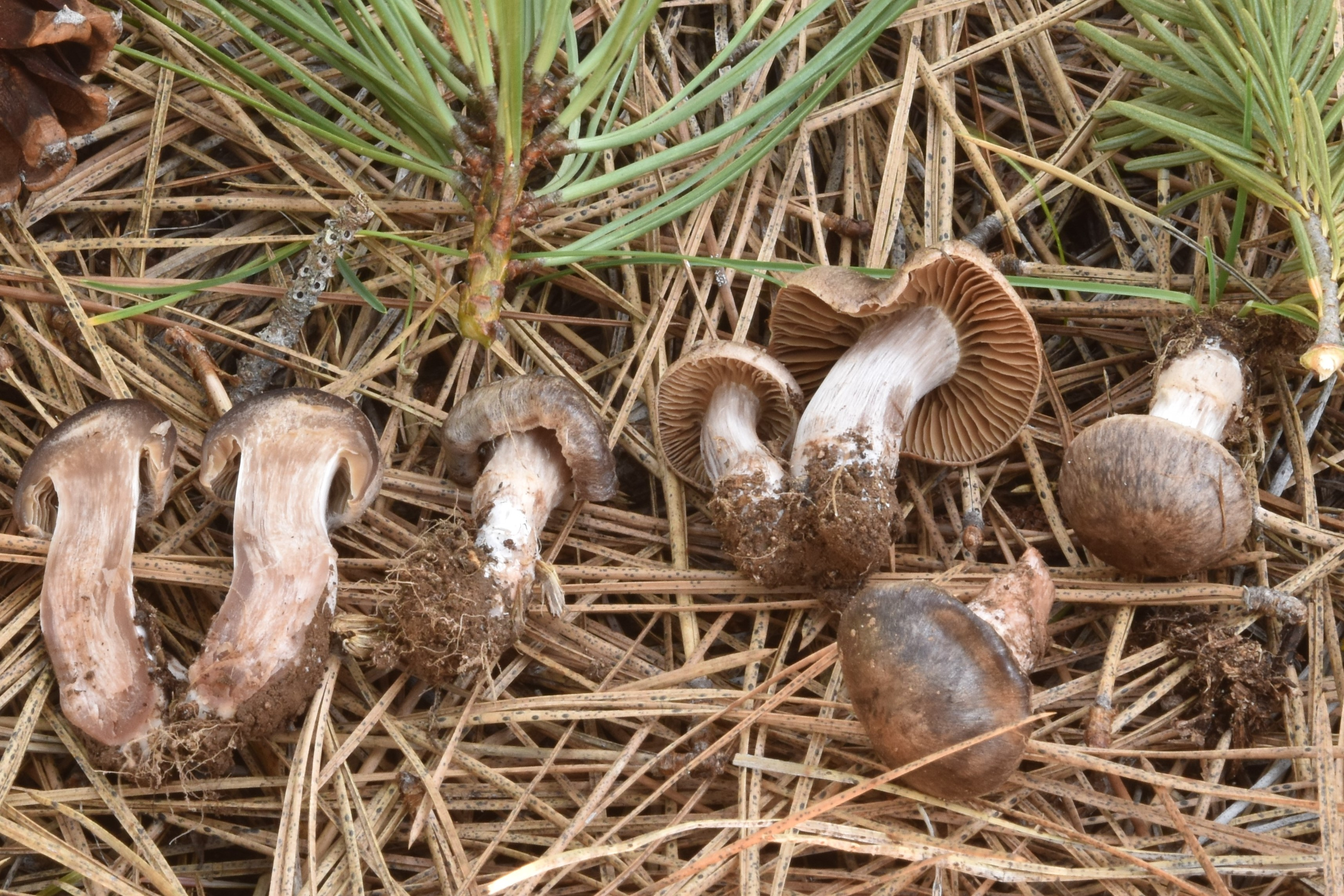
!Cortinarius vernus sin. Cortinarius erythrinus!

## Valorificare
Cortinarius balaustinus este comestibil deși de valoare culinară nu pre ridicată, dar este declarat adesea necomestibil din cauza marii asemănări cu unele specii toxice.